# نهائي كأس الكؤوس الأوروبية 1986
نهائي كأس الكؤوس الأوروبية 1986 هي المباراة النهائية من منافسة كأس الكؤوس الأوروبية 1985–86، أقيمت المباراة في 2 مايو 1986، في ملعب جيرلان، بين فريقي أتلتيكو مدريد، ودينامو كييف، وفاز فيها دينامو كييف، بعد أن هزم أتلتيكو مدريد، بنتيجة 0 - 3، وكان حكم المباراة فرانتس فورر، وحضر المباراة 39300 شخصاً.

## تفاصيل المباراة
لعبت المباراة النهائية في 2 مايو 1986.
| أتلتيكو مدريد | 0 -3 | دينامو كييف |
| ------------- | ---- | ----------- |
|               |      |             |